# Cacimbas
Cacimbas é um município brasileiro do estado da Paraíba. Faz parte da Região Metropolitana de Patos e localiza-se a uma latitude 07º12'40" sul e a uma longitude 37º03'27 oeste, estando a uma altitude de 645 metros. Sua população estimada em 2017 foi de 7.183 habitantes. Possui uma área territorial de 143 km². 
O acesso a partir de João Pessoa é feito pela BR-230 até o município de Juazeirinho. A partir daí, prossegue-se pela PB-228 até Assunção em trecho de 8 km, onde se continua pela PB-238, perfazendo um trajeto total de 297 km.

## Histórico
Muito antes da localidade ser povoada, habitaram na região da Serra do Teixeira os índios Cariri. territorialmente falando Cacimbas pertenceu a Teixeira, assim como Desterro. A partir de 1959, momento em que Desterro foi desmembrada de Teixeira, Cacimbas passou a pertencer a Desterro. A origem do nome da cidade tem relação com a água abundante dos riachos da região.  Aproximadamente a partir de 1913, as famílias Laurindo, Leite, Terto e Cunha, provenientes dos Cariris Velhos instalaram-se na região. A família Terto, por exemplo comprou parte das terras, onde Cacimbas está localizada dos Dantas Vilar de Taperoá. Ali, dedicaram-se à agropecuária, plantando milho, feijão, mandioca, sisal e algodão, como também a criação de gados bovino e caprino. Hoje, cerca de 90% da população urbana do município possui o sobrenome Laurindo, Leite, Terto ou Cunha.
O município foi criado em 29 de abril de 1994 e instalado no dia 1 de janeiro de 1997.

## Geografia

### Clima
O município está incluído na área geográfica de abrangência do semiárido brasileiro, definida pelo Ministério da Integração Nacional em 2005. Esta delimitação tem, como critérios, o índice pluviométrico, o índice de aridez e o risco de seca. A média anual de chuvas, medida entre 1911 e 1985 é de 714mm, sendo que 82% do total é concentrada em 4 meses. A temperatura média é de 24o C.

### Relevo
O relevo apresenta-se ondulado e fortemente ondulado, sobretudo a noroeste onde está a Planalto da Borborema, onde a altitude chega a 933 metros. A sul, sudeste e sudoeste, as declividades são de médias a baixa, com altitudes mínimas de 600 metros. Esta região é considerada divisora entre as bacias do rio Espinharas da macrobacia do rio Piranhas, ao norte, com a bacia do rio Taperoá, da macrobacia do rio Paraíba, a sudeste.

### Hidrografia
O município está inserido na bacia hidrográfica do rio Paraíba, na sub-bacia do rio Taperoá e tem, como principais cursos d’água, os riachos Serra Feia, do Covão, Jurubeba, Pedra Fina, dos Poços, Quixaba, Caracol e Desterro, todos de escoamento intermitente.